# Paschális Terzís
Paschális Terzís (en grec moderne : Πασχάλης Τερζής) est un chanteur grec né à Pyléa près de Thessalonique en 1949. 

## Biographie
Étant né dans une famille modeste, il commence à travailler à l'âge de douze ans. Il vendait divers fruits et légumes sur un âne.
C'est en 1982 qu'il décide faire un disque seul, avant cela il accompagnait d'autres chanteurs, notamment dans les "bouzoukia". Son premier album Leo a été fait avec la participation du joueur de bouzouki et compositeur Chrístos Nikolópoulos (el) qui l'a beaucoup aidé à lancer sa carrière. À la sortie de ce premier disque, il vend près de 40 000 albums, mais sa réputation se limite au nord de la Grèce, jusqu'à Kateríni.
Il est connu pour avoir été très proche du chanteur Dimítris Mitropános décédé en avril 2012.
Après deux ans d'absence pour raison de santé, Paschális Terzís est remonté sur scène en août 2012 pour donner deux concerts à Chypre. Il a d'ailleurs décidé de ne plus chanter dans des "bouzoukia", mais ne faire qu'exclusivement des concerts.

## Discographie
- 1982 : Leo
- 1983 : Mila mou ston eniko
- 1986 : Ethniki Thessalonikis
- 1991 : Eimai monos mou
- 1991 : Tha thela na soun edo
- 1992 : Mia afierosi kardias
- 1993 : Aftoi pou de milane
- 1994 : Mesogeios
- 1997 : Paliokairos
- 1998 : O dikos mou o dromos
- 1999 : De me katalaves pote
- 2001 : Thelo na po
- 2002 : Fotia stis Nyhtes
- 2004 : Sta Ypogeia Einai I Thea
- 2006 : Einai Kapoies Agapes
- 2007 : I Diafora
- 2008 : Mia Nihta Zoriki